# Joannès Drevet
Jean-Baptiste Drevet, genannt Joannès Drevet (* 25. Mai 1854 in Lyon; † 12. Juni 1940 ebenda) war ein französischer Maler und Graveur.

## Biografie
Joannès Drevet stammt aus einer Lyoner Künstlerfamilie. Sohn und Neffe seines Vorfahren Pierre Drevet (1664–1738) waren schon  Graveure. Joannès Drevet ist der Vater des Graveurs Joanny Drevet (1889–1969).
Joannès Drevet fertigte seine erste Radierung im Jahr 1879. Als Begünstigter durch die Geburt konnte er sich ganz seinem künstlerischen Schaffen widmen. Von 1880 bis 1890 stellt er in Lyon Landschafts- und Meerbilder in Öl, als Zeichnungen und Radierungen aus, ehe er sich der Gravur widmet.
Im Sommer wohnte Joannès Drevet in seinem Haus in Chindrieux, wo er zahlreiche Aquarelle schuf. Seine Gemälde zeigen gleichermaßen die Landschaften des Lyonnais, der Dauphiné und der Alpen. Seine Radierungen stellen vor allem die Sicht auf Lyon (Die Stadt in der sich sein Atelier in der Sainte-Colombe-Straße (heute Joannès-Drevet-Straße) befindet.) und der Umgebung dar.
Joannès Drevet starb in einem Haus am Quai de Bondy, in dem er seit 1892 wohnt.

## Werke

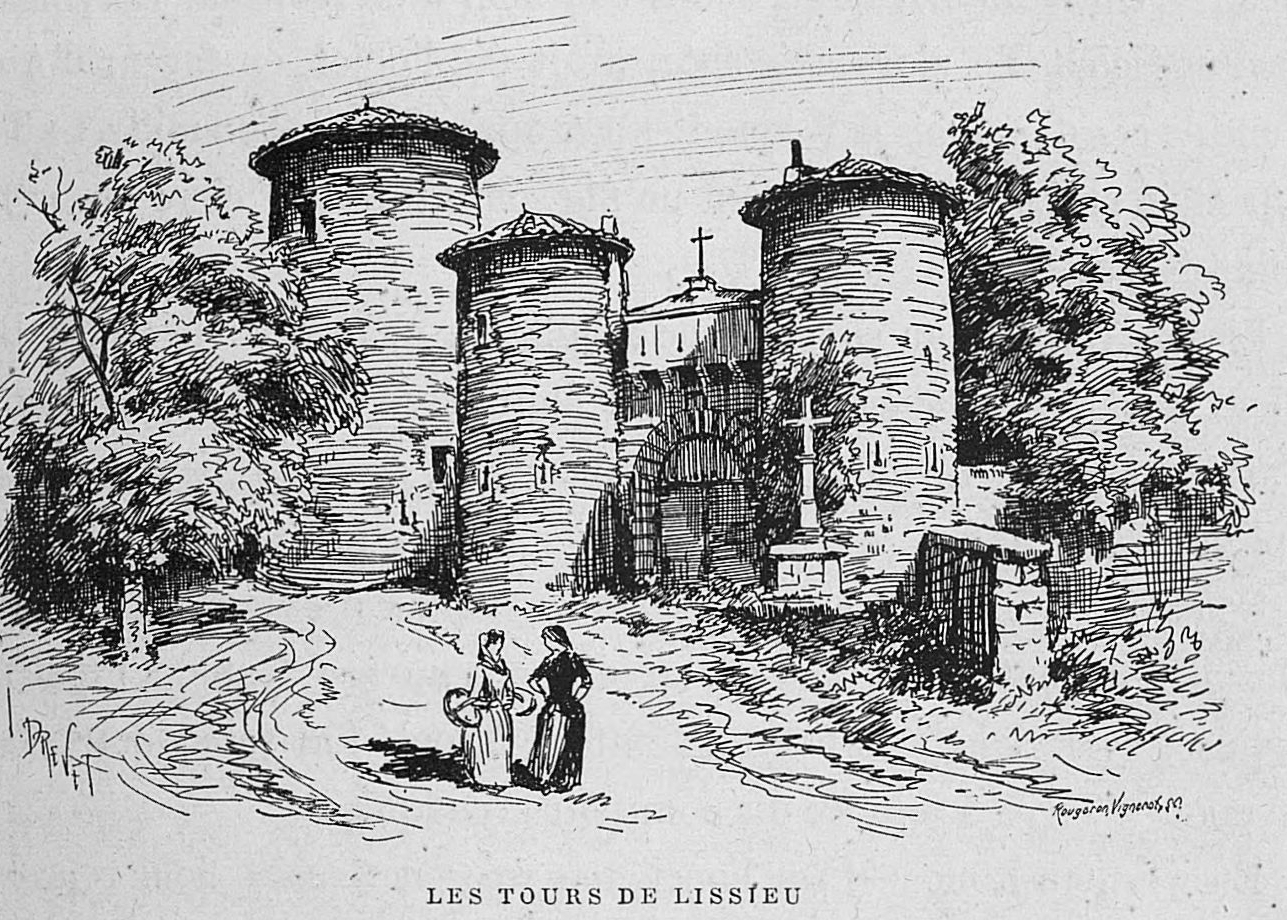
Tours de Lissieu
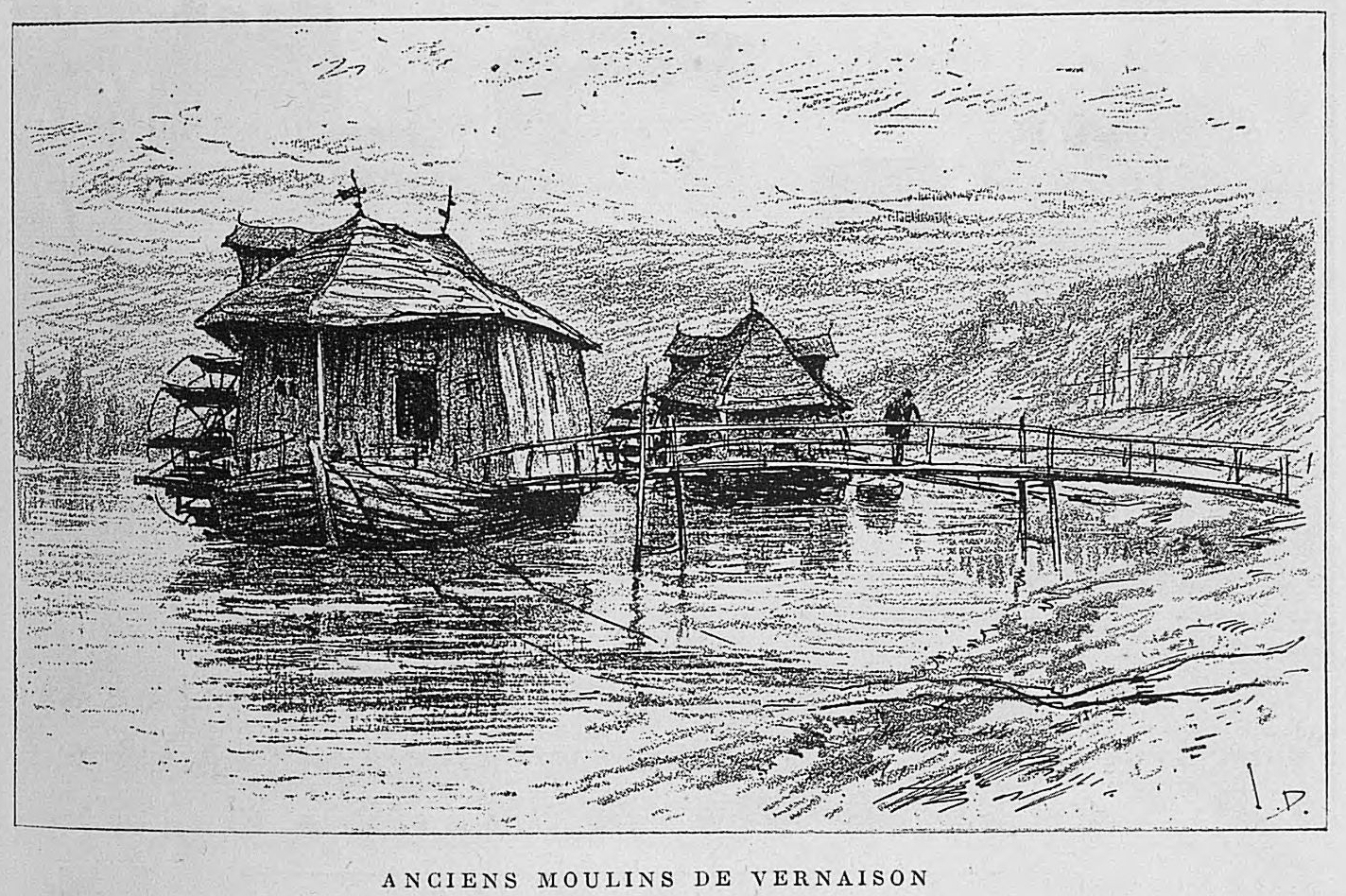
Anciens moulins de Vernaison
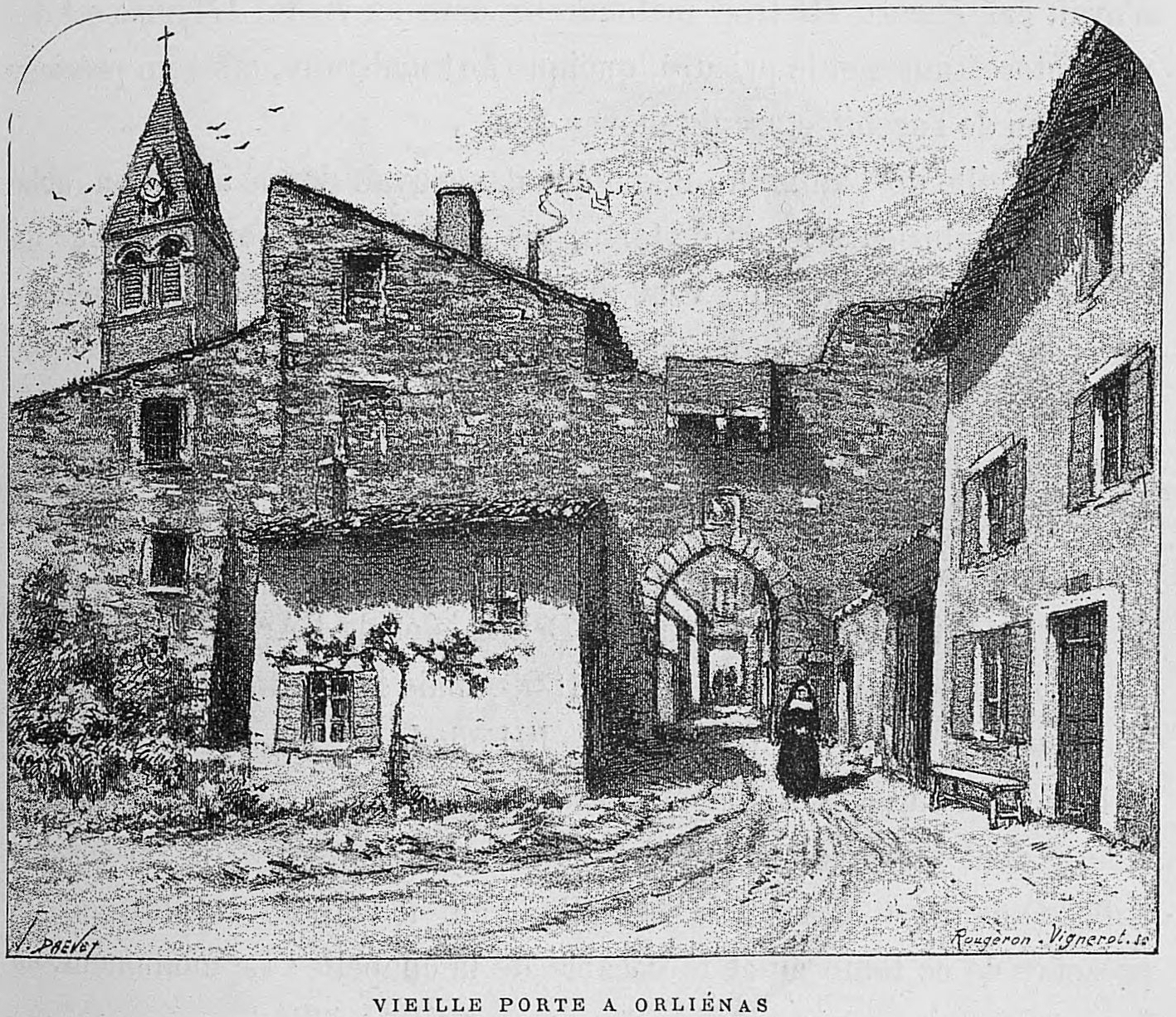
Orliénas
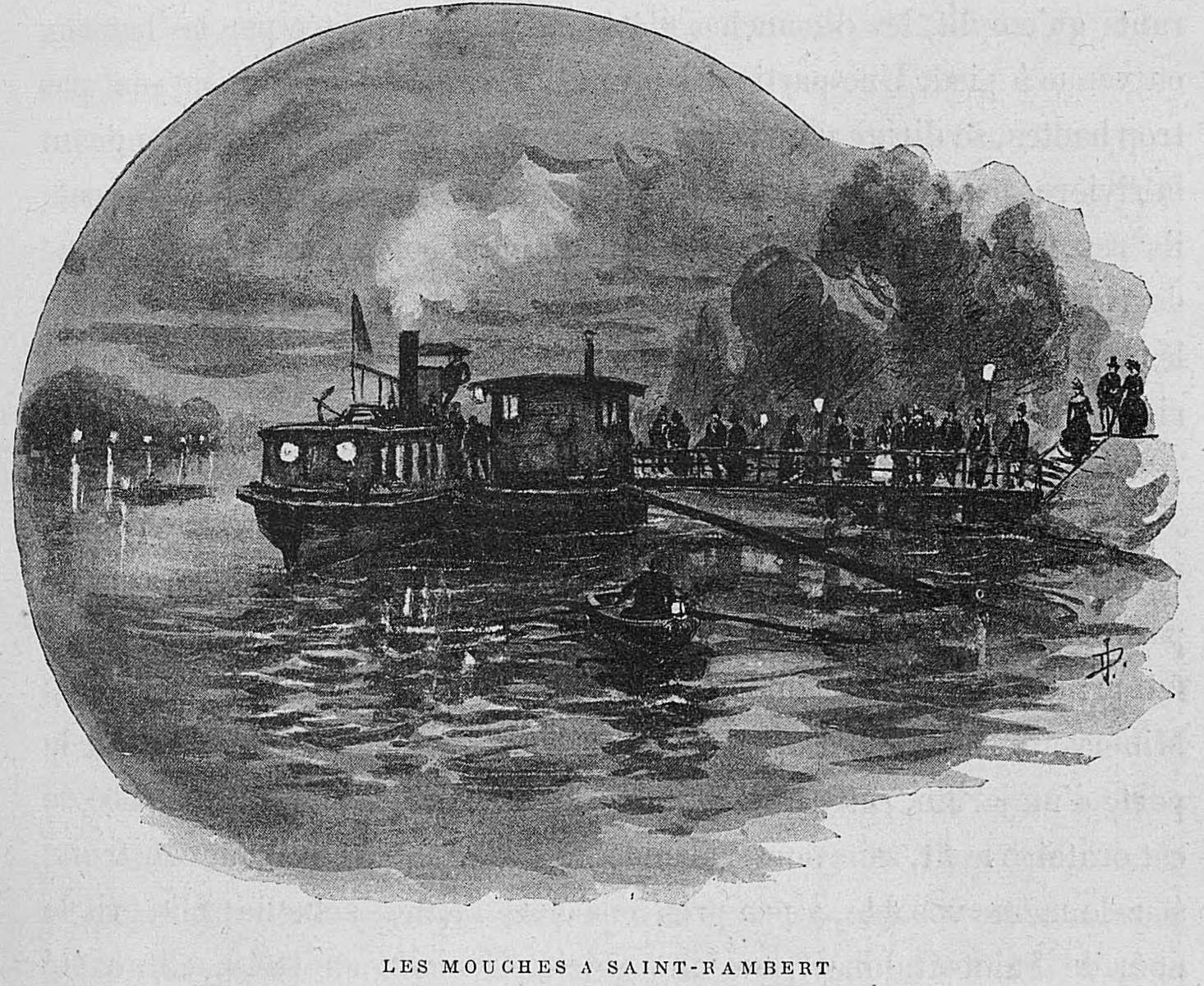
Les Mouches à Saint-Rambert
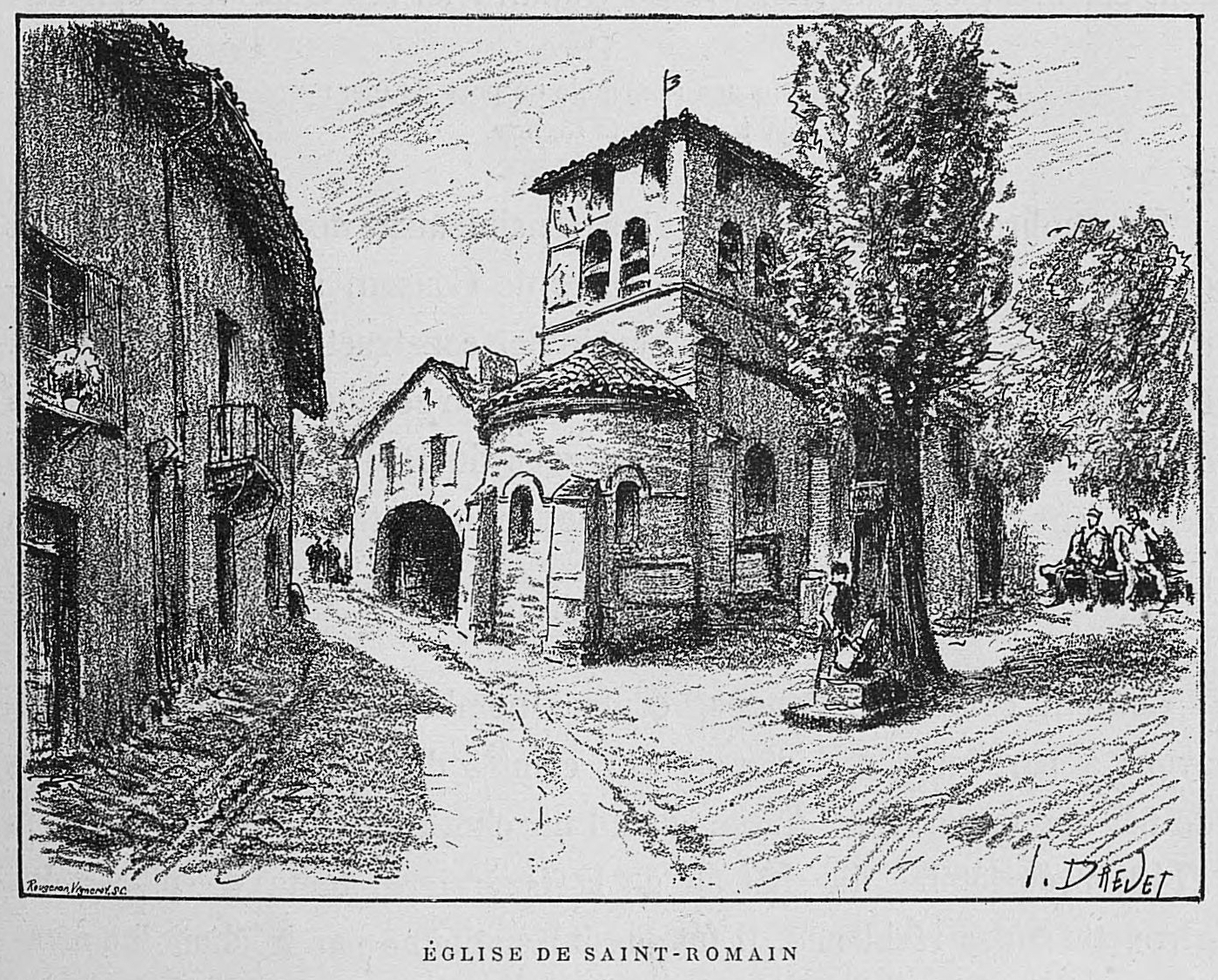
Église de Saint-Romain-au-Mont-d'Or
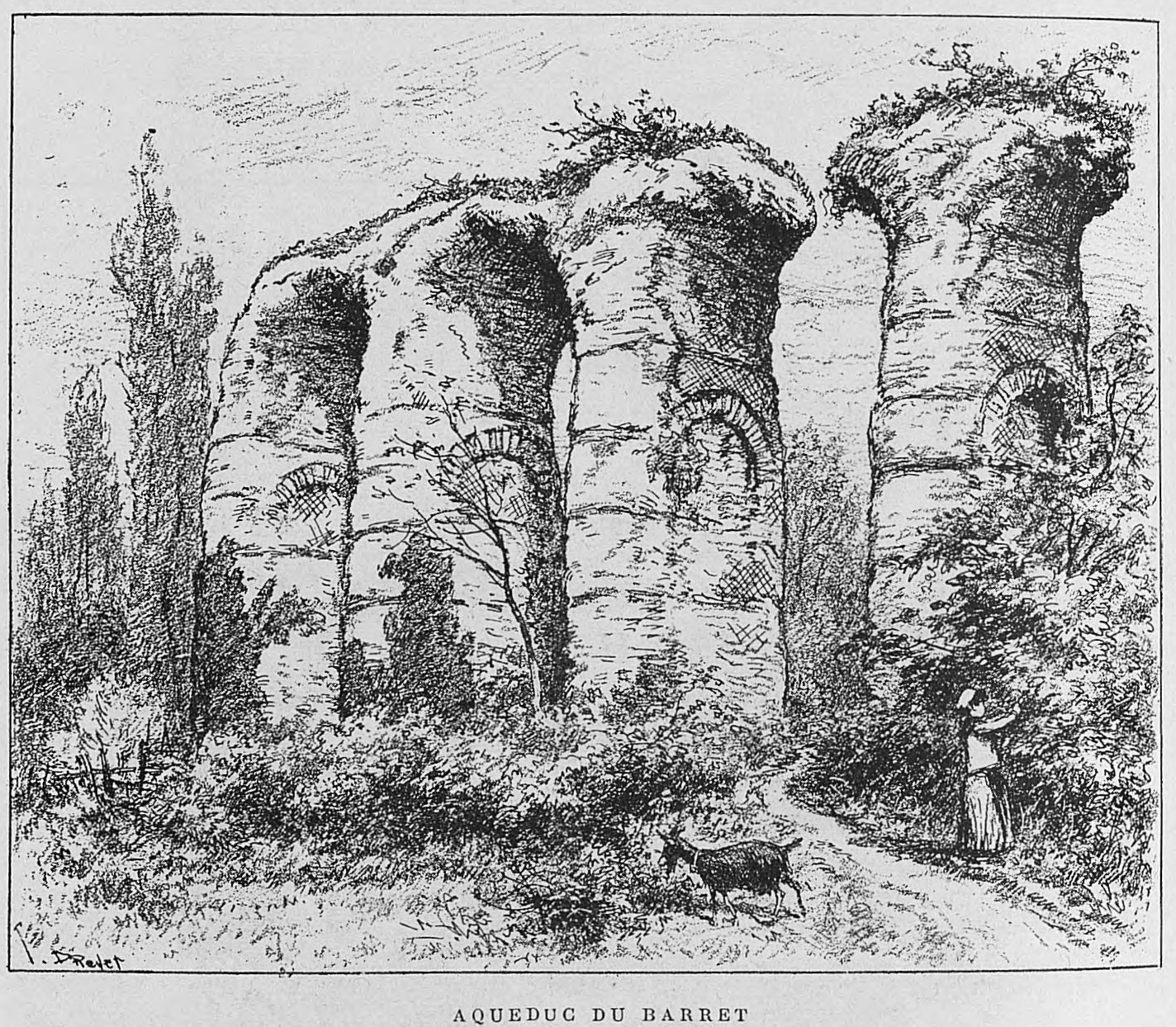
Aqueduc du Barret
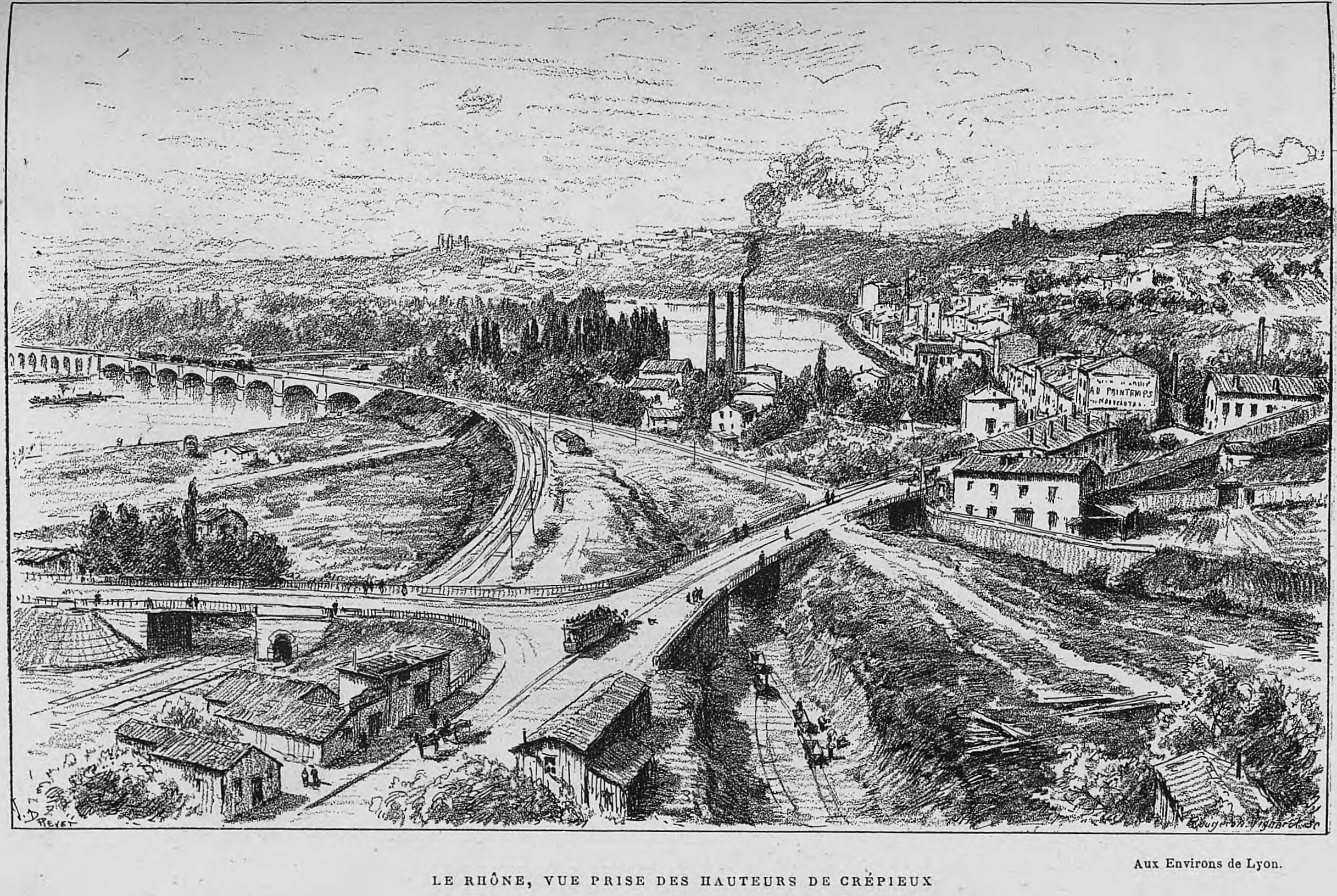
Caluire
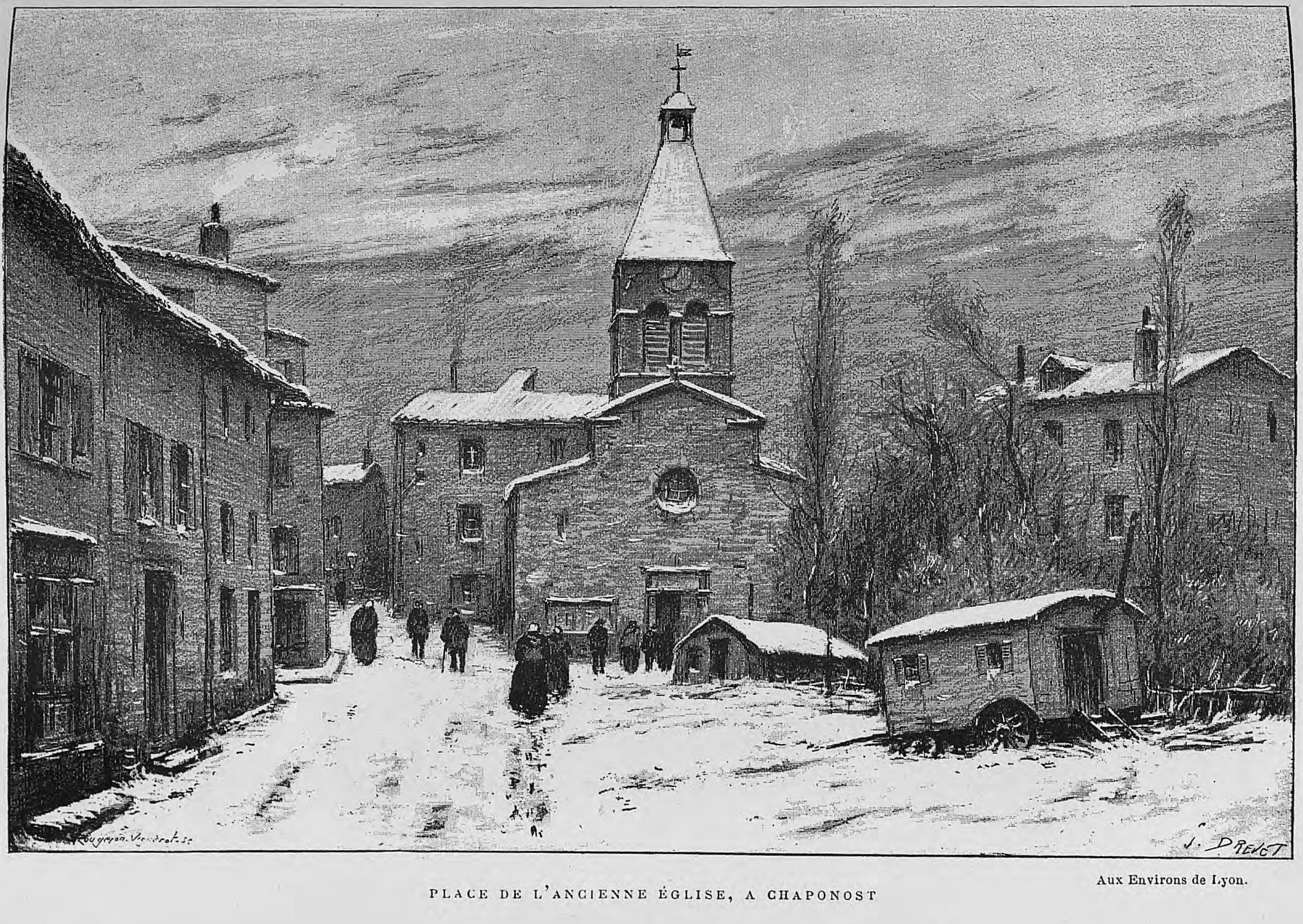
Chaponost

Jean-Baptiste Drevet hat vor allem die Werke von Emmanuel Vingtrinier illustriert: Le Lyon de nos pères und Vieilles pierres lyonnaises, aber auch zwei Bücher von Auguste Bleton: À travers Lyon und Aux environs de Lyon.
Er hat ferner auch seine eigenen Illustrationen veröffentlicht: Eaux fortes lyonnaises, Lyon disparu und Lyon qui s'en va.

## Ehrung
In Lyon, Vénissieux und Vaulx-en-Velin sind Straßen nach ihm benannt worden.